# West (Texas)
Pour les articles homonymes, voir West.
La ville de West est située dans le comté de McLennan, dans l’État du Texas, aux États-Unis. Sa population s’élevait à 2 807 habitants lors du recensement de 2010, estimée à 2 880 habitants en 2016.
Elle fait partie de l'aire urbaine de Waco.
Malgré son nom qui signifie « ouest » en français, West est située au centre de l'État et à la limite nord du comté, à 31 kilomètres (19 mi) de Waco.

## Démographie
West possède l’une des plus grandes concentrations de résidents d'origine tchèque de toutes les villes des États-Unis.

## Explosion d'un dépôt d'engrais
Le 17 avril 2013, un incendie d'origine criminelle, a provoqué une explosion très violente dans le dépôt d'engrais de la West Fertilizer Co implantée à West. Le souffle a causé des dommages importants aux bâtiments voisins, plusieurs morts, dont douze pompiers, ainsi qu'une centaine de blessés,,,.